# 50413 Петрґінц
50413 Петрґінц (50413 Petrginz) — астероїд головного поясу, відкритий 27 лютого 2000 року.
Тіссеранів параметр щодо Юпітера — 3,317.